# Harold Hackett
Harold Humphrey Hackett (Hingham, 12 luglio 1878 – New York, 20 novembre 1937) è stato un tennista statunitense.

## Carriera
Abile doppista, al fianco del connazionale Fred Alexander partecipò a sette finali consecutive agli U.S. National Championships, riuscendo a trionfare in quattro occasioni tra il 1907 e il 1910.
È stato inserito nella International Tennis Hall of Fame nel 1961.

## Finali del Grande Slam

### Doppio

#### Vittorie (4)
| Anno | Torneo                      | Superficie | Compagno       | Avversari in finale             | Punteggio     |
| 1907 | U.S. National Championships | Erba       | Fred Alexander | Nat Thornton Bryan M. Grant     | 6–2, 6–1, 6–1 |
| 1908 | U.S. National Championships | Erba       | Fred Alexander | Raymond Little Beals Wright     | 6–1, 7–5, 6–2 |
| 1909 | U.S. National Championships | Erba       | Fred Alexander | George Janes Maurice McLoughlin | 6–4, 6–4, 6–0 |
| 1910 | U.S. National Championships | Erba       | Fred Alexander | Tom Bundy Trowbridge Hendrick   | 6–1, 8–6, 6–3 |

#### Finali perse (3)
| Anno | Torneo                      | Superficie | Compagno       | Avversari in finale            | Punteggio            |
| 1905 | U.S. National Championships | Erba       | Fred Alexander | Holcombe Ward Beals Wright     | 4–6, 4–6, 1–6        |
| 1906 | U.S. National Championships | Erba       | Fred Alexander | Holcombe Ward Beals Wright     | 3–6, 6–3, 3–6, 3–6   |
| 1911 | U.S. National Championships | Erba       | Fred Alexander | Raymond Little Gustav Touchard | 5–7, 15–13, 2–6, 4–6 |